# Rácz István (műfordító)
Rácz István (Tőketerebes, 1908. július 11. – Helsinki, 1998. december 13.) műfordító, a Kalevala fordítója, fotográfus.
Álneveiː Balogh István, Csehszlovákiában használt álneveː Barkóczy István (szignójaː kócz).

## Élete

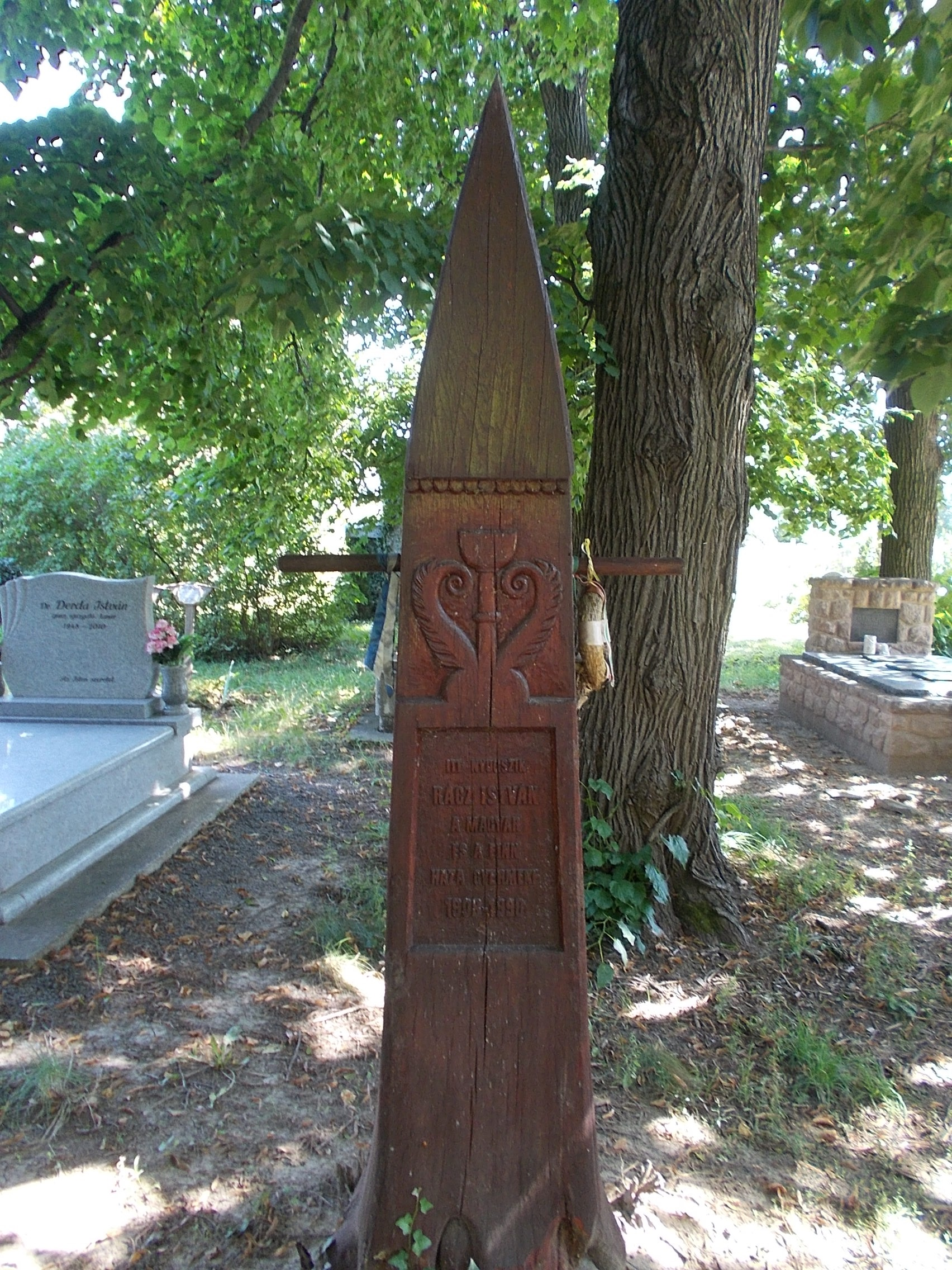
A sírja Sárospatakon a református temetőben

Latin-görög szakos diplomát szerzett a budapesti egyetemen. A második világháború előtt börtönbüntetés várta baloldali nézetei miatt, ezért 1939-ben Magyarországról Finnországba költözött.  
Nemcsak a Kalevala egyik fordítójaként, hanem fotóművészként is ismert. A szovjet-finn háborúban sok képet készített, amelyeket aztán a finn sajtó leközölt. 
1998. december 13-án halt meg autóbaleset következtében Helsinkiben.

## Művei
- Olin suomessa; ford. Werner Anttila; Karisto, Hämeenlinna 1941
- Karjalában harcoltam; Turul, Bp., 1944 (Magvető könyvtár)
- Ilyenek a finnek; Misztótfalusi, Bp., 1944
- A finnugor népek népművészete; gyűjt., fotó Rácz István, szöveg Niilo Valonen, előszó Ortutay Gyula, ford. Ildikó Lehtinen; Corvina–Otava, Bp.–Helsinki, 1978
- Finno-Ugric folk art; gyűjt., fotó Rácz István, szöveg Niilo Valonen, angolra ford. The English Centre in Helsinki; Corvina–Otava, Bp.–Helsinki, 1979
- Renessanssin Englantia Holbein nuoremman piirrosten ja Shakespearen sonettien kuvaamana; versford. Aale Tynni; Otava, Helsinki, 1982
- A vikingek öröksége; Képzőművészeti, Bp., 1983
- Viikinkien perintö (A vikingek öröksége); Otava, Helsinki, 1984
- Egy fotográfus vallomásai. Önéletrajzi fotóalbum; Békés Megyei Tanács, Békéscsaba, 1988 (Fekete könyvek kultúrtörténeti sorozat)
- A Semmi partján; Magvető, Bp., 1991
- Csöndes vizeken; Valo-Art, Tahitótfalu, 1998 (Polar könyvek)

### Műfordításai
- Aleksis Kiviː A hét testvér. Regény; ford., utószó Rácz István, versford. Képes Géza; Új Magyar Kiadó, Bp., 1955
- Kanteletár; ford. Rácz István; Magvető, Bp., 1956
- Maiju Lassilaː A kölcsönkért gyufa. Kalandos történet az Ezer tó országából; ford., bev. Rácz István; Magvető, Bp., 1956 (Vidám könyvek)
- Bolondfalva. Finn népmesék; ford. Rácz István; Ifjúsági, Bp., 1956 (Kispajtások mesekönyve)
- Maiju Lassilaː Fiúk a tilosban; ford., utószó Rácz István; Móra, Bp., 1957
- Kalevala; ford., tan., fotó Rácz István; Európa, Bp., 1980
- A csodamalom. Mesék a Kalevalából; feldolg. Koczogh Ákos, eredeti versford. Rácz István; Móra, Bp., 1985
- Fényes telihold. Négy évszak Nipponban. Haikuk és tankák; vál., ford., előszó Rácz István; Kozmosz Könyvek, Bp., 1988
- Kanteletár; vál., ford., utószó Rácz István, tan. Nyirkos Istvánː Lönnrot és a Kanteletár; 4. bőv. kiad.; KLTE, Debrecen 1990 (Folklór és etnográfia)
- Lassi Nummiː Requiem; ford. Rácz István; Valo-Art Bt., Bp., 1998
- Kalevala; az illusztrációkat Rácz István fordítása ihlette, vál. Szabó László, metszetek Ács Mónika et al.; AGK, Bp., 2000
- Matti Vainioː Finnország hajnalán; ford. Pap Kinga Marjatta, Kalevala-idézetek ford. Rácz István; ELTE–Tillinger Péter, Bp.–Szentendre 2010

## Képgaléria
Fényképei többek között megtalálhatók a Finn Múzeumi Igazgatóság (Finnish Heritage Agency) és a Finn Fotográfiai Múzeum (The Finnish Museum of Photography) gyűjteményében.

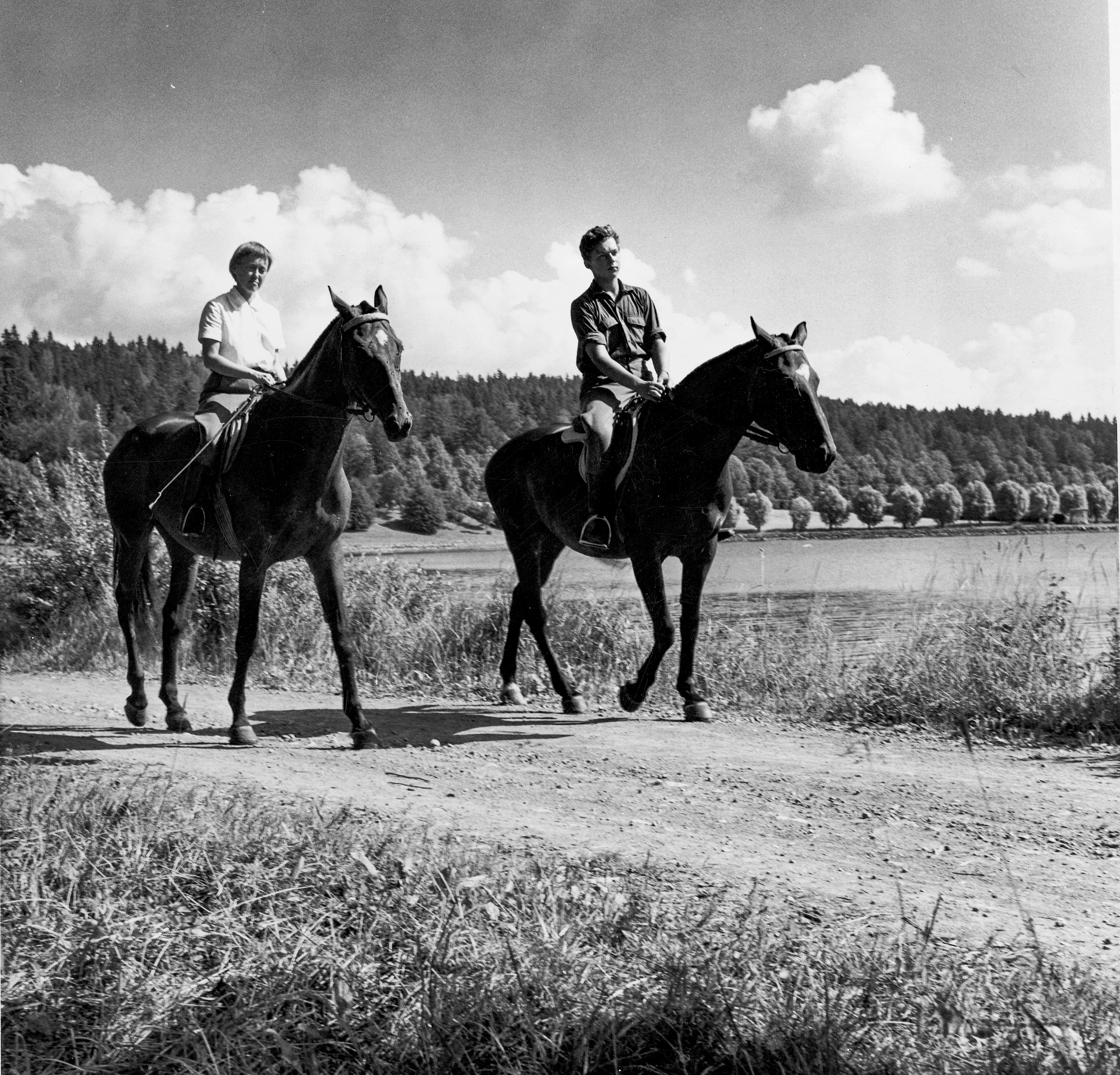
Lovasok (1940–1950 körül)
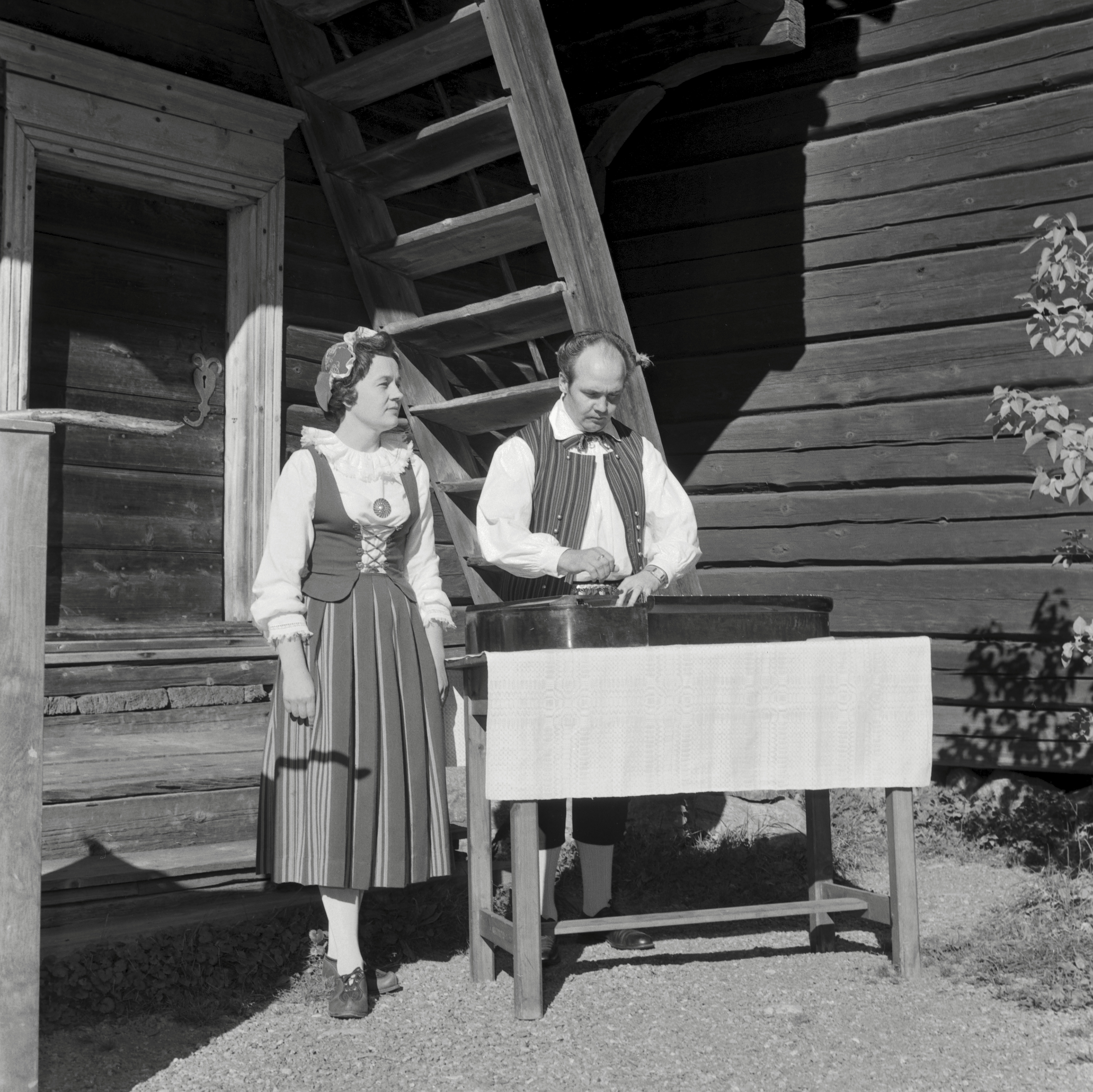
Marjatta és Martti Pokela Seurasaariban (1959)
A Finn Nemzeti Múzeum jelmezes felvonulásán (1959)
Teiskontie (Tampere, a Liisankallio kerület) a Kaleva-tornyok előtt (1960)

## További irodalom
- Kincses Károly: Életjelek a Semmi partjáról. Fotóművészet, 2019. 1. szám, 76–81. oldal Benne a 83. oldalon Életrajzi kronológiája.